# 立石弘一
立石 弘一（たていし こういち）は、日本の男性声優。劇団アルターエゴ出身。

## 出演作品

### テレビアニメ
- ケロケロちゃいむ（シリアル、兵士、カエル）
- 発明BOYカニパン（チョーイ）
- ビーストウォーズネオ 超生命体トランスフォーマー（ドーミャ）
- 水色時代（選手）
- メダロット（ブルースドッグ、シアンドッグ、青年）
- るろうに剣心 -明治剣客浪漫譚- （男、警官、武士の子）

### OVA
- るろうに剣心 追憶編（野盗）

### ミュージカル
- ケロケロちゃいむ（シニカル）